# Гебдув
Гебдув (пол. Hebdów) — село в Польщі, у гміні Нове Бжесько Прошовицького повіту Малопольського воєводства.
Населення — 778 осіб (2011).

## Демографія
Демографічна структура станом на 31 березня 2011 року:
|          | Загалом | Допрацездатний вік | Працездатний вік | Постпрацездатний вік |
| -------- | ------- | ------------------ | ---------------- | -------------------- |
| Чоловіки | 371     | 79                 | 254              | 38                   |
| Жінки    | 407     | 84                 | 245              | 78                   |
| Разом    | 778     | 163                | 499              | 116                  |